# Jérémie Battaglia
Jérémie Battaglia est un réalisateur franco-canadien installé à Montréal et né en France, à Aix-en-Provence en 1983. 
Il s'est fait connaître par son travail photographique et vidéo sur le mouvement étudiant de 2012 au Québec notamment par le biais du court métrage documentaire Casseroles.
Après avoir réalisé plusieurs webdocumentaires pour l'Office national du film du Canada et participé à la création de La Fabrique culturelle de Télé-Québec, il se concentre sur la réalisation de son premier long métrage documentaire, Parfaites, un film qui suit le parcours de l’équipe nationale canadienne de natation artistique pendant leur préparation pour les jeux de Rio,. 
Il a réalisé en parallèle aussi de nombreux clips vidéos comme pour La Bronze.

## Filmographie
- 2021 : La somme de nos rêves
- 2021 : La Goutte de trop
- 2019 : Le Frère
- 2019 : Que reste-t-il de nos vacances ?
- 2016 : Parfaites
- 2013 : Toi, moi et la charte
- 2012 : Casseroles

## Clip vidéos
- 2022 : Mat Vezio - Grande Migration / Ciel Ecchymose
- 2020 : Mat Vezio - Tu ne sais pas comment le son voyage
- 2019 : Mat Vezio - Lifeguard
- 2016 : La Bronze - Cratère
- 2015 : La Bronze - Formidable